# Miss Universe 2013
Miss Universe 2013 var den 62. Miss Universe konkurrence. Den blev afholdt 9. november 2013 i Miami Beach i Crocus City Hall i Krasnogorsk, Moskva Oblast, Rusland.
Miss Venezuela, den 25-årige María Gabriela Isler, vandt konkurrencen. 
Danmark var repræsenteret ved Cecilia Iftikhar.

## Resultat
- Miss Universe 2013:  Venezuela, María Gabriela Isler
- Andenplads:  Spanien, Patricia Yurena Rodriguez
- Tredjeplads:  Ecuador, Constanza Baez
- Fjerde og femteplads:  Brasilien, Jakelyne Oliveira  Filippinerne Ariella Arida

## Eksternt link
- Officiel pressemeddelelse om resultaterne Arkiveret 10. november 2013 hos  Wayback Machine

| Pris | Spire Denne artikel om priser eller udmærkelser er en spire som bør udbygges. Du er velkommen til at hjælpe Wikipedia ved at udvide den. |